# Ілецька сільська рада
Іле́цька сільська рада (рос. Илекский сельский совет) — сільське поселення у складі Ілецького району Оренбурзької області Росії.
Адміністративний центр — село Ілек.

## Населення
Населення — 10143 особи (2019; 9957 в 2010, 10172 у 2002).

## Склад
До складу сільської ради входять:
| Населений пункт | Населення, осіб (2002) | Населення, осіб (2010) |
| --------------- | ---------------------- | ---------------------- |
| Ілек, село      | 9953                   | 9760                   |
| Шутово, село    | 219                    | 197                    |